# 双(三氟甲基磺酰)氨基锂
双(三氟甲基磺酰)氨基锂又称双(三氟甲烷磺酰)亚胺锂，是一种弱配位阴离子的锂盐，化学式为LiN(CF3SO2)2。它可用作复合聚合物电解质材料。

## 制备
该化合物可由双(三氟甲基磺酰)亚胺和氢氧化锂或碳酸锂在水溶液中反应得到，无水物通过110 °C真空干燥获得：
LiOH + HNTf2 → LiNTf2 + H2O